# N'bastardo, l'autunno e l'amore
N'bastardo, l'autunno e l'amore è un album raccolta di Franco Califano, pubblicato nel 1977 dalla Record Bazaar.

## Tracce
- 'N bastardo
- Gratta gratta amico mio
- 'N contadino nun deve avè pretese
- L'evidenza dell'autunno
- Roma e settembre
- E' la malinconia
- Secondo me, l'amore
- Un ricamo ner core
- Zitta, nun parlà
- Ma che serata è...
- Mi vuoi sposare
- Oltre ad amare te